# Стадион Ђузепе Меаца
Стадион Ђузепе Меаца (итал. Stadio Giuseppe Meazza) или Сан Сиро (име до 1980) фудбалски је стадион у граду Милану у Италији. Домаћини стадиона су два позната европска клуба, и велика ривала — Милан и Интер. Стадион Ђузепе Меаца је други највећи стадион у Европи, после стадиона Камп Ноу у Барселони. Име је добио по прослављеном италијанском нападачу Ђузепеу Меаци 3. марта 1980. године, који је у својој каријери наступао за три највећа и најпопуларнија италијанска клуба Интер, Милан и Јувентус.

## Историја
Стадион Ђузепе Меаца је направљен за СП у фудбалу 1934. На овом стадиону је одржано финале турнира. Стадион је такође био домаћин на СП у фудбалу 1990. али је финале играно у Риму. Стадион Ђузепе Меаца је један од 29 стадиона у Европи са дозволом од 5 звездица УЕФА, што значи да на њему могу да се одржавају финала Лиге шампиона, и у сезони 2000/01. је био домаћин финалне утакмице. Тада је Бајерн Минхен постао првак Европе, победивши 5–4 извођењем једанаестераца.

### ФиналеЛиге шампиона 2000/01.
Финале УЕФА Лиге шампиона између Бајерна из Минхена и Валенсије одржано је 23. маја 2001. на овом стадиону. По истеку 120 минута је било нерешено, па се приступило извођењу једанаестераца, како би се одлучио нови клупски првак Европе. Тријумфовао је Бајерн, резултатом 5–4.
| Бајерн Минхен                                                                                           | 1–1 | Валенсија |
| --- | --- | --- |
| Ефенберг 51' (пен.)                                                                                     |     | Мендијета 3' (пен.)                                                                                                 |
| Пенали                                                                                                  |     | |
| Серђо: промашио Салихамиџић: гол Циклер: гол Андерсон: одбрањено Ефенберг: гол Лизаразу: гол Линке: гол | 5–4 | Мендијета: гол Керев: гол Заховић: одбрањено Карбони: одбрањено Бараха: гол Кили Гонзалез: гол Пелегрино: одбрањено |

### ФиналеЛиге шампиона 2015/16.
Финале УЕФА Лиге шампиона између Реала и Атлетика из Мадрида је одржано 28. маја 2016. на овом стадиону. По истеку 120 минута било је нерешено, па се приступило извођењу једанаестераца. Тријумфовао је Реал укупним резултатом 1-1(5-3).
| Реал Мадрид                                           | 1 – 1 (пр.)          | Атлетико Мадрид                                |
| ----------------------------------------------------- | -------------------- | ---------------------------------------------- |
| Рамос 15’ · Васкез · Марсело · Бејл · Рамос · Роналдо | Извештај 5 – 3 (пен) | Караско 79’ · Гризман · Габи · Саул · Хуанфран |